# Piper (film 2016)
Piper è un cortometraggio animato statunitense del 2016 diretto da Alan Barillaro.
Prodotto dai Pixar Animation Studios, il corto racconta la storia di un piccolo piovanello che deve imparare a procurarsi il cibo e affrontare la propria idrofobia sotto lo sguardo amorevole di sua madre.
Il cortometraggio, come è consuetudine per i cortometraggi Pixar, è stato proiettato prima del film Alla ricerca di Dory.

## Trama
Uno stormo di piovanelli è in cerca di cibo in una spiaggia, correndo a beccare la sabbia quando l'onda si ritira. Un pulcino, Piper, viene incoraggiato dalla madre a far parte dello stormo, ma quando arriva un'onda, Piper non riesce a ritirarsi in tempo, venendo inzuppata. L'incidente lascia Piper terrorizzata delle acque, al punto che si rifiuta di lasciare il nido; ma ben presto si accorge di un gruppo di paguri che scavano nella sabbia per trovare cibo più nel profondo cercando di evitare di essere sballottati dalla marea. Imitando il loro comportamento, Piper comincia a vedere la bellezza del mondo sottomarino e diventa abile nel trovare il cibo per lo stormo.

## Produzione
L'ispirazione per questo cortometraggio è venuta ad Alan Barillaro a poche centinaia di metri dalla sede dei Pixar Animation Studios, guardando gli uccelli sulla riva del mare. Il corto è stato realizzato con la stessa tecnica giá usata per Il viaggio di Arlo e per ogni uccellino sono state animate e modellate a mano dai quattro ai sette milioni di piume.
Il 6 aprile 2016 è stata pubblicata la prima immagine del cortometraggio e ne è stata resa nota la trama.

## Riconoscimenti
- 2017 – Premi Oscar
  - Miglior cortometraggio d'animazione
- 2017 – Annie Awards
  - Miglior soggetto per un cortometraggio d'animazione